# Plélan-le-Grand
Plélan-le-Grand is een gemeente in het Franse departement Ille-et-Vilaine (regio Bretagne). De plaats maakt deel uit van het arrondissement Rennes. Plélan-le-Grand telde op 1 januari 2022 4.063 inwoners.

## Geografie
De oppervlakte van Plélan-le-Grand bedroeg op 1 januari 2022 49,74 vierkante kilometer; de bevolkingsdichtheid was toen 81,7 inwoners per km².

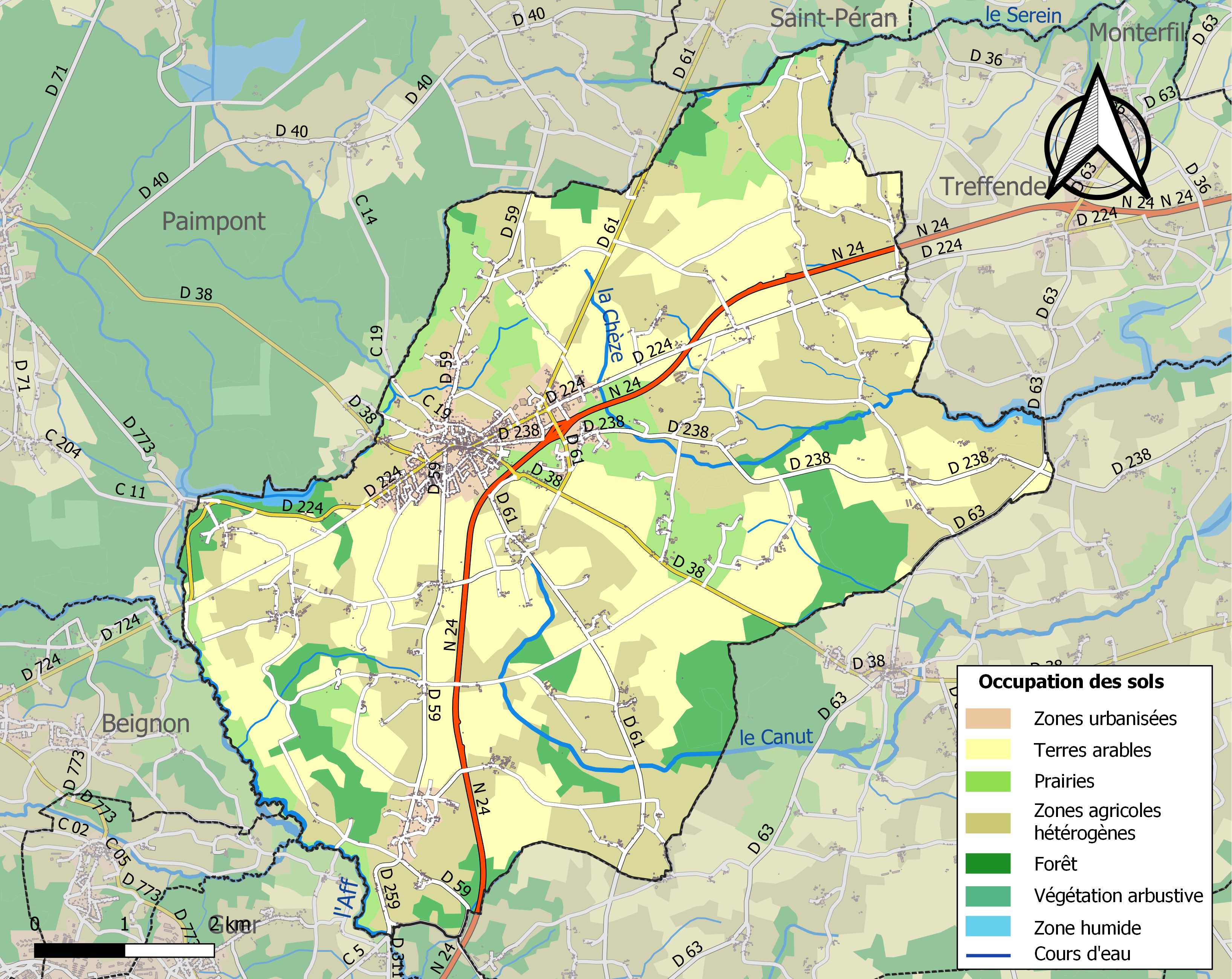
Kaart van de gemeente met belangrijkste infrastructuur, bodemgebruik en omliggende gemeenten

## Demografie
Onderstaande figuur toont het verloop van het inwonertal (bron: INSEE-tellingen).